# 若納坦·施密德
若納坦·施密德（法語：Jonathan Schmid，1990年6月22日—）是法國的一位足球運動員，在場上司職中場。他出生在斯特拉斯堡
。他曾效力於德甲球隊賀芬咸。

## 外部連結
- Soccerway資料庫：若納坦·施密德